# Campeonato Baiano 2011
In 2011 werd het 107de Campeonato Baiano gespeeld voor voetbalclubs uit de Braziliaanse staat Bahia. De competitie werd gespeeld van 15 januari tot 15 mei en werd georganiseerd door de FBF. Bahia de Feira werd voor het eerst kampioen. 

## Eerste fase

### Groep 1
| Plaats | Club                   | Wed. | W | G | V | Saldo | Ptn. |
| ------ | ---------------------- | ---- | - | - | - | ----- | ---- |
| 1.     | Bahia de Feira         | 12   | 6 | 5 | 1 | 16:10 | 23   |
| 2.     | Bahia                  | 12   | 6 | 2 | 4 | 21:13 | 20   |
| 3.     | Vitória da Conquista   | 12   | 6 | 2 | 4 | 16:13 | 20   |
| 4.     | Atlético de Alagoinhas | 12   | 5 | 3 | 4 | 23:19 | 18   |
| 5.     | Colo Colo              | 12   | 5 | 3 | 4 | 14:15 | 18   |
| 6.     | Juazeiro               | 12   | 2 | 3 | 7 | 16:22 | 9    |

|  | Geplaatst voor tweede fase |
|  | Naar degradatiegroep       |

### Groep 2
| Plaats | Club                | Wed. | W | G | V | Saldo | Ptn. |
| ------ | ------------------- | ---- | - | - | - | ----- | ---- |
| 1.     | Vitória             | 12   | 8 | 2 | 2 | 23:10 | 26   |
| 2.     | Feirense            | 12   | 4 | 4 | 4 | 14:13 | 16   |
| 3.     | Serrano             | 12   | 4 | 3 | 5 | 14:19 | 15   |
| 4.     | Camaçari            | 12   | 3 | 4 | 5 | 16:19 | 13   |
| 5.     | Fluminense de Feira | 12   | 3 | 4 | 5 | 14:21 | 13   |
| 6.     | Ipitanga            | 12   | 2 | 1 | 9 | 11:24 | 7    |

|  | Geplaatst voor tweede fase |
|  | Naar degradatiegroep       |

## Tweede fase

### Groep 3
| Plaats | Club                   | Wed. | W | G | V | Saldo | Ptn. |
| ------ | ---------------------- | ---- | - | - | - | ----- | ---- |
| 1.     | Bahia de Feira         | 6    | 4 | 0 | 2 | 10:8  | 12   |
| 2.     | Bahia                  | 6    | 3 | 1 | 2 | 10:4  | 10   |
| 3.     | Vitória da Conquista   | 6    | 2 | 1 | 3 | 11:15 | 7    |
| 4.     | Atlético de Alagoinhas | 6    | 2 | 0 | 4 | 7:11  | 6    |

|  | Geplaatst voor halve finale |

### Groep 4
| Plaats | Club     | Wed. | W | G | V | Saldo | Ptn. |
| ------ | -------- | ---- | - | - | - | ----- | ---- |
| 1.     | Vitória  | 6    | 5 | 1 | 0 | 14:5  | 16   |
| 2.     | Serrano  | 6    | 2 | 1 | 3 | 5:6   | 7    |
| 3.     | Feirense | 6    | 1 | 2 | 3 | 5:9   | 5    |
| 4.     | Camaçari | 6    | 1 | 2 | 3 | 2:6   | 5    |

|  | Geplaatst voor halve finale |

### Degradatiegroep
| Plaats | Club                | Wed. | W | G | V | Saldo | Ptn. |
| ------ | ------------------- | ---- | - | - | - | ----- | ---- |
| 1.     | Fluminense de Feira | 6    | 3 | 2 | 1 | 8:5   | 11   |
| 2.     | Juazeiro            | 6    | 2 | 2 | 2 | 13:12 | 8    |
| 3.     | Colo Colo           | 6    | 2 | 0 | 4 | 4:6   | 6    |
| 4.     | Ipitanga (1)        | 6    | 3 | 0 | 3 | 11:13 | 3    |

 (1): Ipitanga kreeg zes strafpunten voor het opstellen van een niet-speelgerechtigde speler.
|  | Degradatie naar Segunda Divisão |

## Knock-outfase
In geval van gelijke stand gaat de club met het beste resultaat in de competitie door.
|  | Halve finale   | Halve finale | Halve finale |   |                | Finale | Finale | Finale |
|  |                |              |              |   |                |        |        |        |
|  | Serrano        | 1            | 1            |   |                |        |        |        |
|  | Bahia de Feira | 2            | 1            |   |                |        |        |        |
|  | Bahia de Feira | 2            | 1            |   | Bahia de Feira | 2      | 2      |        |
|  |                |              |              |   | Bahia de Feira | 2      | 2      |        |
|  |                | Vitória      | 2            | 1 |                |        |        |        |
|  | Bahia          | Vitória      | 2            | 1 | 0              | 3      |        |        |
|  | Bahia          |              |              |   | 0              | 3      |        |        |
|  | Vitória        | 1            | 2            |   |                |        |        |        |

## Kampioen
| Campeonato Baiano de 2011 |
| ------------------------- |
| BAHIA DE FEIRA 1º Titel   |